# Ашвань Акош
Акош Ашвань (угор. Ásvány Ákos; нар. 25 вересня 1923 Балінка — пом. 3 січня 1994, Будапешт) — угорський вчений в галузі технології і мікробіології виноробства. Доктор сільськогосподарських наук з 1960 року, професор з 1979 року.

## Біографія
Народився 25 вересня 1923 року в місті Балінці (Королівство Угорщина). 1947 року закінчив Будапештський політехнічний інститут за спеціальністю «хімічна інженерія». Працював науковим співробітником, завідувачем відділу Будапештського науково-дослідного інституту виноробства і виноградарства. У 1972—1974 роках був віцепрезидентом Міжнародної організації виноградарства і виноробства. З 1981 року — заступник директора Державного інституту по якості і кваліфікації вин (Будапешт).
Нагороджений двома орденами Праці.
Помер у Будапешті 3 січня 1994 року.

## Наукова діяльність
Основні роботи в області мікробіологічного контролю, біологічної стабільності вин, технології токайських вин, ферментних препаратів у виноробстві та інше. Автор понад 230 статей та 6 книг. Серед робіт:
- Korszerű borászati üzemek. Prehoda Józseffel. — Budapest, 1964 (у співавторстві)(угор.).